# Prozis
Prozis es una marca portuguesa, perteneciente al grupo Prozis.group, que desarrolla su actividad en el área de la nutrición deportiva. Tiene su sede en Esposende (norte de Portugal) y es una de las mayores tiendas de suplementación deportiva de Europa, con más de 800.000 clientes registrados y activos a lo largo de más de 100 mercados. En 2015, su plantilla estaba formada por más de 230 trabajadores y obtuvo una facturación cercana a los 45 millones de euros.
La empresa fue fundada en 2007, por Miguel Milhão. Además de la venta en línea de suplementos deportivos, también se dedica a su producción a gran escala en su unidad fabril de Póvoa de Lanhoso, en cuyo desarrollo se invirtieron cinco millones de euros.

## Parcerias
Prozis es socio de la ATRP (Asociación de Trail Running de Portugal) y, desde 2016, es el patrocinador principal de los Campeonatos Portugueses de Trail Running, que pasaron a llevar el nombre de la marca.
Los campeonatos comprenden cuatro competiciones, incluyendo tres campeonatos nacionales y la Copa de Portugal, distribuidos por 24 eventos y con una participación estimada de más de 100.000 corredores. Solo en esta modalidad deportiva, la empresa ha realizado una inversión cercana al millón de euros.
En el área de la nutrición, también es el proveedor oficial de varios clubes de fútbol europeos: en España, el Valencia CF; en Francia, el AS Monaco; en Italia, el AS Roma y el FC Internazionale; y en Portugal, el  Futebol Clube do Porto, el Sport Lisboa e Benfica, el Sporting Clube de Portugal, el Sporting Clube de Braga el Vitória Sport Clube,  el Paços de Ferreira, el Rio Ave FC, el Belenenses el Grupo Desportivo de Chaves, el Sporting Clube Olhanense, el Clube Desportivo das Aves, el SC Freamunde, el Varzim Sport Club, el Vitória Futebol Clube (Setúbal), el Futebol Clube Famalicão y el Académica. Asimismo, patrocina las carreras deportivas de diversos surfistas portugueses, como António Rodrigues, Carol Henrique y Miguel Blanco.
En enero de 2017, Prozis se convierte en el proveedor oficial de nutrición de la Lega Basket Serie A (LBA) y adquiere los derechos de denominación comercial de la Supercopa de Italia 2017.
Prozis establece en julio de 2018 una asociación con Bluejays Sports, una organización alemana de eSports.

## Premios y reconocimientos
En Portugal, es una de las marcas distinguidas con el sello ‘Escolha do Consumidor  2016’, en el área de la Salud y el Bienestar, en la categoría de “Suplementos para Desportistas”.